# Jay Reatard
Jimmy Lee Lindsey Jr., mais conhecido pelo nome artístico de Jay Reatard (Memphis, 1 de maio de 1980 - 13 de janeiro de 2010), foi um músico de punk rock norte-americano. Ele lançou gravações como artista solo e como membro do Terror Visions, The Reatards e Lost Sounds. Nascido em Memphis em 1980, Jimmy Lee Lindsay começou cedo na música. Aos 15 anos enviou uma fita demo para a gravadora Goner Records e chamou a atenção de Eric Friedl, dono do selo. Nomeando o projeto The Reatards e a si mesmo de Jay Reatard, iniciou a carreira lançando um single de 7 polegadas. A sonoridade era uma mistura de garage rock com punk. Depois do fim dos Reatards e de projetos como o Lost Sounds, passou para a carreira solo em 2006, lançando o disco “Blood visions”. Em 2008 assinou um contrato de exclusividade com a Matador, casa de bandas como Pavement e Yo La Tengo, para lançar uma série de singles limitados durante o ano. Seu disco mais recente, “Watch me fall”, lançado em agosto de 2009, foi eleito o 13º melhor álbum do ano pela revista "Spin". Reatard veio ao Brasil em junho de 2009 no lançamento de uma revista em São Paulo. De acordo com o site de notícias de Memphis "The Commercial Appeal", um porta-voz da polícia local afirmou que o corpo do músico "foi encontrado por volta das 3h30 [horário local] em sua cama". Uma investigação sobre as causas da morte já teria sido iniciada